# Georg Samuel Dörffel
Georg Samuel Dörffel (también conocido en referencias en inglés como Georg Samuel Doerfel o como Georg S. Doerfel) (Plauen, Sachsen (Alemania), 21 de noviembre de 1643 - Weida, Turingia (Alemania), entre el 6 y el 16 de agosto de 1688) fue un clérigo y astrónomo alemán, dedicado a la investigación sobre las órbitas de los planetas y de los cometas.

## Semblanza
Hijo de un pastor evangélico, fue el único de cuatro hermanos que sobrevivió a una epidemia de peste. Llegó a ser el tutor privado y enviado del príncipe de Brandeburgo, trabajando también como clérigo rural en las villas próximas a su localidad natal de Pleuen. Estudió en Leipzig y después en Jena, siendo alumno de Erhard Weigel. Obtuvo su licenciatura en 1663 con una tesis titulada Exercitatio philosophica de quantitate motus gravitum, graduándose en Teología en 1667.
Desde muy joven mostró interés por la astronomía. Ya en 1672 publicó un estudio sobre el cometa C/1672 E1, seguido de otras cinco publicaciones entre 1677 y 1682, en las que abordó cálculos acerca de eclipses lunares y del cálculo del paralaje de planetas y cometas. Uno de sus principales logros fue comprobar (contra la opinión de otros astrónomos como Gottfried Kirch) que dos avistamientos sucesivos (matutino y vespertino) del año 1680 se correspondían al mismo cuerpo, el cometa C/1680 V1, deduciendo que su órbita era una parábola con su foco en el Sol. Sin embargo, no se mostró decididamente a favor de las ideas de Nicolás Copérnico, y rechazó abiertamente las de Tycho Brahe.
La importancia de su obra (basada en métodos empíricos), quedó ensombrecida por la relevancia de los inmediatos descubrimientos de Isaac Newton, y solo fue reconocida por los astrónomos franceses y alemanes a finales del siglo XVIII.
Al margen de sus trabajos astronómicos, Dörffell publicó también distintos textos teológicos, incluyendo al menos un sermón para un funeral y un libro sobre la lengua hebrea (Tirocinium accentuationis, ad lectionen biblicam practice acomodatum, Plauen, 1670).
Estuvo casado en tres ocasiones, teniendo diez hijos de su último matrimonio.

## Eponimia
- El asteroide (4076) Dörffel descubierto en 1982 le debe su nombre.
- El cráter lunar Doerfel lleva este nombre en su memoria.